# Roman Krogulski
Roman Jan Krogulski (ur. 10 czerwca 1868 w Rzeszowie, zm. 4 grudnia 1936 tamże) – polski adwokat i samorządowiec, działacz społeczny, burmistrz i prezydent Rzeszowa (1913–1935).

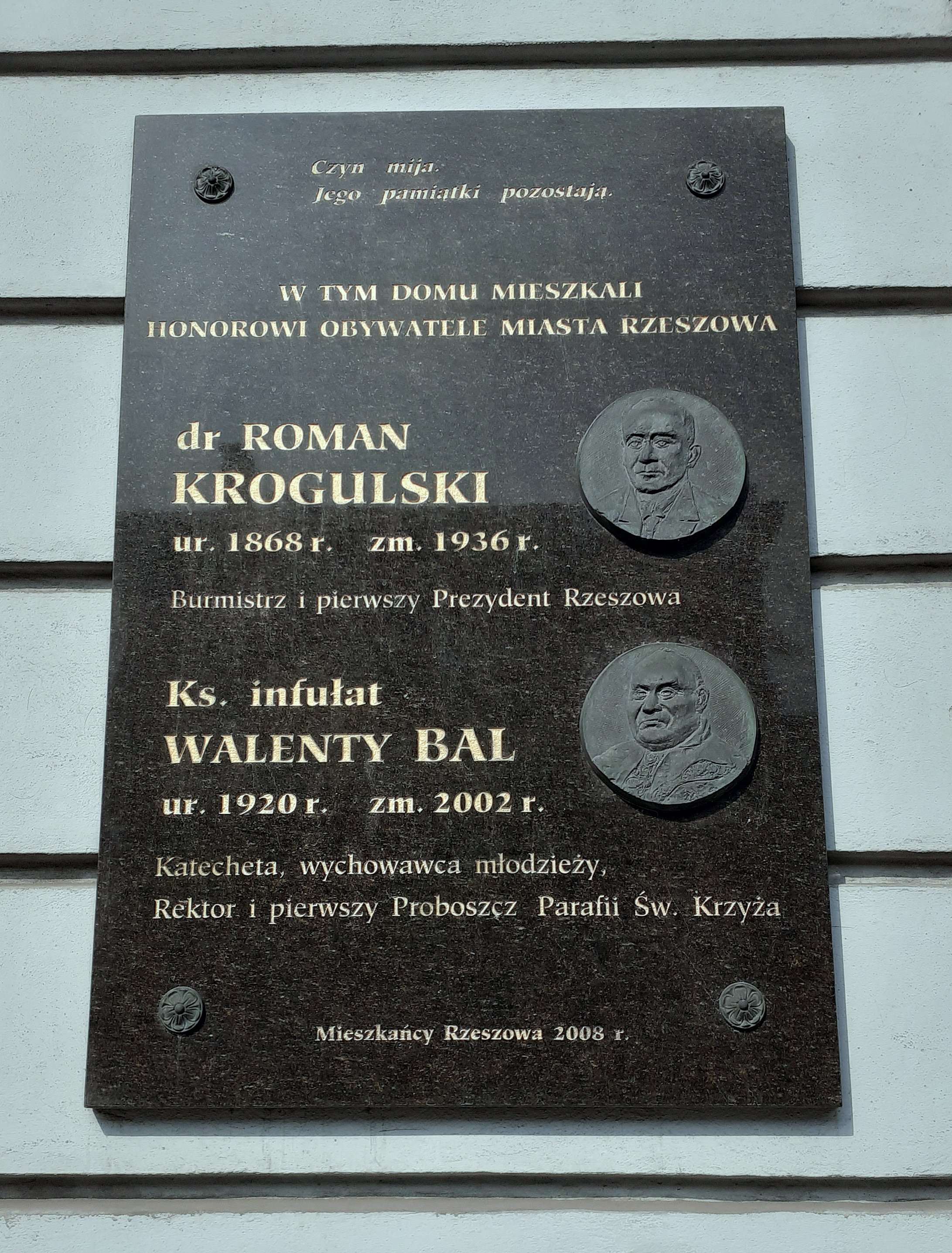
Tablica upamiętniająca dr. Romana Krogulskiego i ks. Walentego Bala w miejscu ich zamieszkiwania przy ul. Lisa-Kuli 5 w Rzeszowie

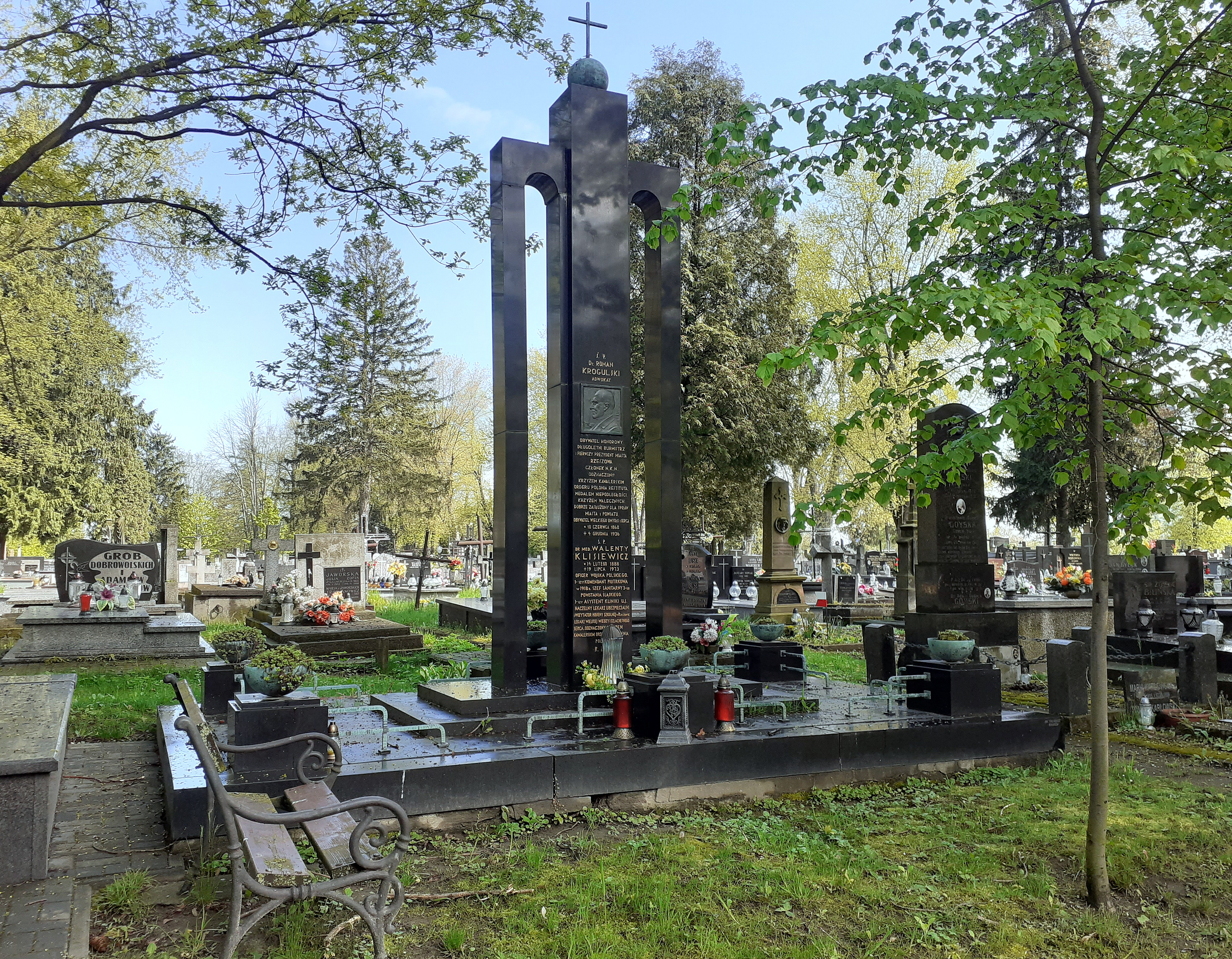
Pomnik nagrobny Romana Krogulskiego i Walentego Klisiewicza

## Życiorys
Roman Jan Krogulski urodził się 10 czerwca 1868 w Rzeszowie, w rodzinie Romana Wawrzyńca (1832–1900), majstra szewskiego, i Marii z Raczków. Był wujem Floriana Węglowskiego i Henryka Węglowskiego. Ukończył C. K. I Gimnazjum Miejskie w Rzeszowie oraz studia prawa na Wydziale Prawa Uniwersytetu Jagiellońskiego, otrzymując w 1892 tytuł doktora prawa. Prowadził własną kancelarię adwokacką w Rzeszowie przy ul. Zamkowej (obecnie Lisa-Kuli 5).
Od 1895 zasiadał w Radzie Miejskiej, pełniąc obowiązki wiceburmistrza (1903–1913), a następnie burmistrza (1913–1933). W 1933 został (przy okazji zmiany ustawy o samorządzie) pierwszym prezydentem Rzeszowa. Ustąpił z urzędu w 1935.
W latach 1906–1919 był prezesem Towarzystwa Gimnastycznego „Sokół” w Rzeszowie. Przywódca Polskiego Stronnictwa Demokratycznego w Rzeszowie (1903–1918). Członek Wydziału Finansowego Komisji Tymczasowej Skonfederowanych Stronnictw Niepodległościowych. Był posłem do austriackiej Rady Państwa XII kadencji (od 14 maja 1912 do 28 października 1918) wybrany zastępcą posła w okręgu wyborczym nr 21 (Rzeszów - Ropczyce - Sędziszów) - mandat poselski objął po rezygnacji Leona Bilińskiego. Należał do grupy posłów demokratycznych i był członkiem Koła Polskiego w Wiedniu. Do najmniej do 1914 był członkiem Rady c. k. powiatu rzeszowskiego, wybrany z grup gminy miejskiej, pełnił funkcję zastępcy członka wydziału.
W 1914 jako przedstawiciel demokratów był członkiem sekcji zachodniej Naczelnego Komitetu Narodowego. Przewodniczący przedstawicielstwa Polskiej Komisji Likwidacyjnej na miasto i powiat rzeszowski (1 listopada 1918 – 28 stycznia 1919.
Założyciel Unii Narodowo-Państwowej (1922). W dwudziestoleciu międzywojennym stał na czele struktur BBWR w mieście. Członek zarządu Związku Miast Polskich w 1932.
Był egzekutorem testamentu dr. Henryka Hanasiewicza w zakresie powołania Szpitala im. Dzieciątka Jezus w Rzeszowie oraz był członkiem kuratorium Przytułku Dzieciątka Jezus w Rzeszowie.
Roman Krogulski napisał dramat pt. Maskarada. Impromptu w 3 aktach (Kraków-Warszawa 1909) oraz powieść wierszowaną pt. Kamil Róg (Kraków 1922). 21 listopada 1933 otrzymał Honorowe Obywatelstwo Miasta Rzeszowa.
22 października 1898 w Sanoku poślubił Marię Katarzynę Nowak (ur. 1876), córkę Stanisława Nowaka, właściciela dóbr ziemskich i Julii z Gardulskich. Jego szwagrem i przyjacielem był Paweł Biedka, także absolwent rzeszowskiego gimnazjum, również adwokat oraz burmistrz Sanoka. Krogulscy mieli córkę, również Marię, która wyszła za mąż za lekarza, Walentego Klisiewicza. 
Roman Krogulski pochowany został na cmentarzu Pobitno w Rzeszowie (sektor XI-1-3).

## Ordery i odznaczenia
- Krzyż Oficerski Orderu Odrodzenia Polski (10 listopada 1928)[19][20]
- Krzyż Kawalerski Orderu Odrodzenia Polski
- Krzyż Walecznych
- Medal Niepodległości (23 grudnia 1933)[21]

## Upamiętnienie
Jego imieniem nazwano park na Lisiej Górze w Rzeszowie, gdyż doprowadził do uruchomienia tam stacji pomp i filtrów na Wisłoku. Ustanowiono też ulicę jego imienia w rzeszowskiej dzielnicy Staromieście.